# Liste des membres actuels de la Rajya Sabha
 (août 2020).
Le Rajya Sabha ou Conseil des États est la Chambre haute du Parlement indien. Le nombre de membres est limité à 250, et le Rajya Sabha actuel compte 245 membres. 233 membres sont élus par les membres du Vidhan Sabha et 12 sont nommés par le président pour leur contribution à l'art, la littérature, la science et les services sociaux. Les membres siègent pour un mandat de six ans, un tiers des membres se retirant tous les deux ans.